# Tomoe Kato
Tomoe Kato (加藤 與惠, Katō Tomoe, Tokio, 27 mei 1978) is een voormalig Japans voetbalster.

## Carrière
Kato speelde voor onder meer Nippon TV Beleza.
Zij nam met het Japans vrouwenvoetbalelftal deel aan de Wereldkampioenschappen in 1999. Japan werd uitgeschakeld in de groepsfase met de Canada, Rusland en Noorwegen. Zij speelde twee wedstrijden tegen Canada en Rusland. Zij nam met het Japans nationale vrouwenelftal deel aan de Wereldkampioenschappen in 1999, 2007 en de Olympische Zomerspelen in 2004. Daar stond zij in alle de wedstrijden van Japan opgesteld. Zij nam met het Japans vrouwenelftal deel aan de Olympische Zomerspelen in 2008. Zij speelde de wedstrijden tegen Duitsland en Noorwegen. Japan kwam tot de halve finale.

## Statistieken
| Japans vrouwenvoetbalelftal | Japans vrouwenvoetbalelftal | Japans vrouwenvoetbalelftal |
| Jaar                        | Wed.                        | Dlp.                        |
| --------------------------- | --------------------------- | --------------------------- |
| 1997                        | 7                           | 0                           |
| 1998                        | 9                           | 0                           |
| 1999                        | 13                          | 0                           |
| 2000                        | 1                           | 0                           |
| 2001                        | 4                           | 0                           |
| 2002                        | 9                           | 0                           |
| 2003                        | 14                          | 2                           |
| 2004                        | 11                          | 0                           |
| 2005                        | 9                           | 1                           |
| 2006                        | 16                          | 2                           |
| 2007                        | 17                          | 2                           |
| 2008                        | 4                           | 1                           |
| Totaal                      | 114                         | 8                           |